# Чемпионат мира по горному бегу и трейлу 2022
Чемпионат мира по горному бегу и трейлу 2022 года прошёл с 4 по 6 ноября в Чиангмае (Таиланд). Разыгрывались 20 комплектов наград: по 10 в индивидуальном и командном первенствах (мужчины, женщины, юниоры и юниорки до 20 лет). Среди юниоров могли выступить спортсмены 2003 года рождения и моложе.
По плану очередной чемпионат мира по горному бегу должен был пройти в 2020 году в испанской Арии (остров Лансароте, Канарские острова). Однако из-за пандемии COVID-19 соревнования были отменены.
В 2018 году ИААФ, Всемирная ассоциация горного бега и Международная ассоциация трейлраннинга договорились о проведении объединённого чемпионата мира по горному бегу и трейлу. Первый такой турнир должен был состояться в 2021 году в таиландском Чиангмае, но из-за пандемии его перенесли на год вперёд. Таким образом, дебют новых соревнований состоялся лишь в ноябре 2022 года. В программу были включены пять дисциплин: горный бег «вверх» и «вверх-вниз» (ранее эти дисциплины чередовались каждый год), горный бег «вверх-вниз» среди юниоров (ранее также бегали дистанции «вверх», как и взрослые), а также трейл на короткой и длинной дистанции. Немногим ранее в июле 2022 года похожие изменения были впервые внедрены в программу чемпионата Европы.
Трассы чемпионата были проложены по склонам горы Дойсутхеп. Старт взрослых забегов находился около Международного выставочного центра Чиангмая на высоте 330 метров над уровнем моря. Финиш дистанции «вверх» располагался в деревне Кхун Чанг Хиян на высоте 1344 метра над уровнем моря, верхняя точка дистанции «вверх-вниз» находилась на высоте 771 метр над уровнем моря (у юниоров — 554 м). Трейловые забеги проходили через окрестные деревни и имели значительный набор высоты. В частности, стартовый отрезок обеих дистанций (короткой и длинной) полностью включал в себя трассу горного бега «вверх». Одновременно в Чиангмае проходили забеги для спортсменов-любителей, а также чемпионат Таиланда по трейлу.
На старт вышли 573 бегуна из 47 стран мира (278 мужчин, 232 женщины, 37 юниоров и 26 юниорок). В двух дисциплинах на чемпионате выступили 69 спортсменов (почти все совместили горный бег «вверх» и «вверх-вниз»). В горном беге каждая страна могла выставить до 4 человек в каждый из забегов, сильнейшие сборные в командном первенстве определялись по сумме мест трёх лучших из них. В трейле каждая страна могла выставить до 6 человек в каждый из забегов, сильнейшие сборные в командном первенстве определялись по сумме результатов трёх лучших из них.
В женском забеге «вверх» свою 10 личную медаль чемпионатов мира завоевала 43-летняя Андреа Майр из Австрии. На её счету стало 6 золотых, 3 серебряных и 1 бронзовая награда. Обогнать Майр смогла лишь американка Эллисон Маклафлин.
В длинном трейле на 78 км успеха добились предстартовые фавориты. Действующая чемпионка мира и Европы Бландин Л’Ирондель защитила свой титул в женском забеге, а американец Адам Питерман стал лучшим среди мужчин. Оба победителя создали решающий отрыв на отрезке с 60 по 66 км, на котором участники в третий раз преодолевали подъём с набором высоты около 1000 м. Итоговое преимущество чемпионов составило более 10 минут.
Сборная Уганды выступала всего лишь в 3 дисциплинах из 10, но это не помешало ей выиграть медальный зачёт. В забеге юниоров они заняли первые 4 места, у женщин на трассе «вверх-вниз» — первые 2, а у мужчин вчетвером вошли в первую пятёрку. Конкуренцию им смог составить лишь другой африканский бегун, Патрик Кипнгено из Кении. В соперничестве с угандийцами он завоевал серебро, а в их отстутствие на дистанции «вверх» — золото. Его победа оказалась первой для Кении на чемпионатах мира по горному бегу среди мужчин.

## Расписание
| Дата          | Время | Забег                             |
| ------------- | ----- | --------------------------------- |
| 4 ноября 2022 | 10:15 | Мужчины. Вверх                    |
| 4 ноября 2022 | 11:00 | Женщины. Вверх                    |
| 5 ноября 2022 | 06:30 | Мужчины и женщины. Длинный трейл  |
| 5 ноября 2022 | 07:30 | Мужчины и женщины. Короткий трейл |
| 6 ноября 2022 | 08:30 | Юниоры. Вверх-вниз                |
| 6 ноября 2022 | 09:00 | Юниорки. Вверх-вниз               |
| 6 ноября 2022 | 09:45 | Мужчины. Вверх-вниз               |
| 6 ноября 2022 | 11:00 | Женщины. Вверх-вниз               |

Время местное (UTC+7:00)

## Призёры
Курсивом выделены участники, чей результат не пошёл в зачёт команды

### Мужчины
| Дисциплина                                             | Золото | Золото   | Серебро                                                                                                 | Серебро   | Бронза                                                                                             | Бронза   |
| ------------------------------------------------------ | --- | -------- | --- | --------- | -------------------------------------------------------------------------------------------------- | -------- |
| Горный бег 8,5 км (вверх) перепад: +1065 м −48 м       | Патрик Кипнгено Кения                                                                                        | 46.51    | Филемон Кириаго Кения                                                                                   | 48.24     | Алехандро Гарсия Испания                                                                           | 49.03    |
| Горный бег 8,5 км (вверх) (команды)                    | Италия · Чезаре Маэстри · Ксавье Шеврье · Андреа Ростан · Анри Эмоно                                         | 32 очка  | Швейцария · Джоуи Хадорн · Йонас Сольдини · Фабиан Эберзольд · Паскаль Букс                             | 34 очка   | Испания · Алехандро Гарсия · Микель Корбера · Ориоль Кардона · Гильермо Альберт                    | 37 очков |
| Горный бег 10,7 км (вверх-вниз) перепад: +475 м −475 м | Самуэль Кибет Уганда                                                                                         | 40.02    | Патрик Кипнгено Кения                                                                                   | 40.12     | Тимоти Торойтич Уганда                                                                             | 40.26    |
| Горный бег 10,7 км (вверх-вниз) (команды)              | Уганда · Самуэль Кибет · Тимоти Торойтич · Леонард Чемонгес · Элиуд Чероп                                    | 8 очков  | Испания · Андреу Бланес · Ориоль Кардона · Алехандро Гарсия · Микель Корбера                            | 29 очков  | Италия · Альберто Вендер · Чезаре Маэстри · Ксавье Шеврье · Даниэль Паттис                         | 30 очков |
| Трейл 38 км перепад: +2425 м −2425 м                   | Стиан Агермунн Норвегия                                                                                      | 3:08.29  | Франческо Пуппи Италия                                                                                  | 3:11.47   | Джонатан Албон Великобритания                                                                      | 3:13.05  |
| Трейл 38 км (команды)                                  | Италия · Франческо Пуппи · Андреа Рота · Кристиан Миноджо · Маттия Джанола · Мартин Дематтеис · Лука Каньяти | 9:53.40  | Франция · Томас Карден · Фредерик Траншан · Жюльен Ранкон · Тимоте Боммье · Кевин Вермёлен · Арно Бонен | 10:05.53  | Великобритания · Джонатан Албон · Кристиан Джонс · Билли Картрайт · Бреннан Тауншенд · Томас Адамс | 10:07.18 |
| Трейл 78 км перепад: +4807 м −4807 м                   | Адам Питерман США                                                                                            | 7:15.53  | Николя Мартен Франция                                                                                   | 7:28.44   | Андреас Райтерер Италия                                                                            | 7:36.50  |
| Трейл 78 км (команды)                                  | США · Адам Питерман · Эрик Липума · Джефф Кольт · Адам Мерри                                                 | 23:06.29 | Франция · Николя Мартен · Тибо Гарривье · Поль Мату · Мартен Керн · Людовик Поммере · Артур Жуайё-Буйон | 23:12.43  | Испания · Хосе Анхель Фернандес · Ариц Эгеа · Маркос Рамос · Борха Фернандес                       | 23:42.56 |
| Юниоры 6 км (вверх-вниз) +225 м −240 м                 | Леонард Чемутаи Уганда                                                                                       | 21.07    | Калеб Тунгвет Уганда                                                                                    | 21.44     | Денис Киплангат Уганда                                                                             | 22.18    |
| Юниоры 6 км (вверх-вниз) (команды)                     | Уганда · Леонард Чемутаи · Калеб Тунгвет · Денис Киплангат · Силас Ротич                                     | 6 очков  | Франция · Баптист Картьё · Пьер Буди · Мелен Ле Палаб · Антонен Терон                                   | 33,5 очка | Великобритания · Финлей Грант · Фрейзер Гилмур · Уильям Лонгден · Эдвард Корден                    | 34 очка  |

### Женщины
| Дисциплина                                             | Золото | Золото   | Серебро                                                                                   | Серебро    | Бронза                                                                          | Бронза   |
| ------------------------------------------------------ | --- | -------- | ----------------------------------------------------------------------------------------- | ---------- | ------------------------------------------------------------------------------- | -------- |
| Горный бег 8,5 км (вверх) перепад: +1065 м −48 м       | Эллисон Маклафлин США                                                                                     | 55.15    | Андреа Майр Австрия                                                                       | 55.41      | Мауде Матис Швейцария                                                           | 56.00    |
| Горный бег 8,5 км (вверх) (команды)                    | США · Эллисон Маклафлин · Лорен Грегори · Рейчел Томайчик                                                 | 39 очков | Великобритания · Скаут Адкин · Рут Джонс · Холли Пейдж · Кейт Эйвери                      | 41 очко    | Швейцария · Мауде Матис · Юдит Видер · Зелина Бурх · Зимоне Трокслер            | 41 очко  |
| Горный бег 10,7 км (вверх-вниз) перепад: +475 м −475 м | Ребекка Чептегеи Уганда                                                                                   | 46.25    | Аннет Челангат Уганда                                                                     | 46.52      | Эллисон Маклафлин США                                                           | 48.31    |
| Горный бег 10,7 км (вверх-вниз) (команды)              | Швейцария · Юдит Видер · Мауде Матис · Реа Изели · Зелина Бурх                                            | 34 очка  | Великобритания · Скаут Адкин · Холли Пейдж · Наоми Лэнг · Кейт Эйвери                     | 38 очков   | США · Эллисон Маклафлин · Рейчел Томайчик · Кори Доу · Саманта Льюис            | 45 очков |
| Трейл 38 км перепад: +2425 м −2425 м                   | Дениса Драгомир Румыния                                                                                   | 3:49.23  | Барбора Мацурова Чехия                                                                    | 3:51.22    | Эмилия Брангефельт Швеция                                                       | 3:54.52  |
| Трейл 38 км (команды)                                  | Испания · Нурия Хиль · Шейла Авилес · Хулия Фонт · Анна Комет · Вирхиния Перес                            | 11:55.45 | США · Кимбер Мэттокс · Эшли Брасован · Стиви Кремер · Кристина Маскаренас · Мишель Мерлис | 12:08.40   | Великобритания · Элинор Дэвис · Шэрон Тэйлор · Никола Джексон · Катриона Грейвс | 12:10.32 |
| Трейл 78 км перепад: +4807 м −4807 м                   | Бландин Л’Ирондель Франция                                                                                | 8:22.14  | Ида Нильссон Швеция                                                                       | 8:34.59    | Хемма Аренас Испания                                                            | 8:46.27  |
| Трейл 78 км (команды)                                  | Франция · Бландин Л’Ирондель · Одри Танги · Марион Делепьер · Жослин Поли · Манон Боар-Кайе · Лор Парадан | 26:06.08 | Испания · Хемма Аренас · Майте Майора · Марта Молист · Моника Вивес · Асара Гарсия        | 26:53.20   | Италия · Джудитта Турини · Камилла Спаньол · Алессандра Бойфава                 | 28:06.08 |
| Юниорки 6 км (вверх-вниз) +225 м −240 м                | Джессика Бейли Великобритания                                                                             | 26.27    | Ребекка Флаэрти Великобритания                                                            | 27.45      | Аксель Викари Италия                                                            | 28.21    |
| Юниорки 6 км (вверх-вниз) (команды)                    | Великобритания · Джессика Бейли · Ребекка Флаэрти · Эллен Уир · Эмили Гиббинс                             | 7 очков  | Италия · Аксель Викари · Анна Хофер · Эмили Вучемилло · Матильде Бонино                   | 18,5 очков | Франция · Лили Бек · Полин Троселье · Нели Клеман · Фанни Сапе                  | 29 очков |

## Медальный зачёт
Медали завоевали представители 13 стран-участниц.
 Принимающая страна
| Место | Страна         | Золото | Серебро | Бронза | Всего |
| ----- | -------------- | ------ | ------- | ------ | ----- |
| 1     | Уганда         | 5      | 2       | 2      | 9     |
| 2     | США            | 4      | 1       | 2      | 7     |
| 3     | Франция        | 2      | 4       | 1      | 7     |
| 4     | Великобритания | 2      | 3       | 4      | 9     |
| 5     | Италия         | 2      | 2       | 4      | 8     |
| 6     | Испания        | 1      | 2       | 4      | 7     |
| 7     | Кения          | 1      | 2       | 0      | 3     |
| 8     | Швейцария      | 1      | 1       | 2      | 4     |
| 9     | Норвегия       | 1      | 0       | 0      | 1     |
| 9     | Румыния        | 1      | 0       | 0      | 1     |
| 11    | Швеция         | 0      | 1       | 1      | 2     |
| 12    | Австрия        | 0      | 1       | 0      | 1     |
| 12    | Чехия          | 0      | 1       | 0      | 1     |
| Всего | Всего          | 20     | 20      | 20     | 60    |